# Alba, Pennsylvania
Alba är en kommun av typen borough i Bradford County i Pennsylvania. Vid 2010 års folkräkning hade Alba 157 invånare.